# Фагернес
Фагернес  — административный центр в коммуне Нур-Эурдал, губерния Оппланн, Норвегия. Это самое большое поселение в долине Вальдрес с населением 1,801 чел.
14 июня 2007 года муниципальный совет Нур-Эурдала принял решение предоставить Фагернесу статус города. Решение вступило в силу 8 сентября 2007 года, когда Фагернес отметил свое 150-летие.
Фагернес находится примерно в 3 часах езды к северо-западу от Осло и является важным туристическим направлением в Норвегии благодаря хорошему транспортному сообщению, природе в ближайшей долине Вальдрес и таким горным районам, как Ютунхеймен и Спотинд.
В Фагернесе родилась российская певица норвежского происхождения Эрика Лундмоен.

## Название
Название «Fagernes» происходит от слов fager «прекрасный, красивый» и nes n «мыс».

## Климат
В Фагернесе бореальный (субарктический) климат, близкий к влажному континентальному. Сезон с февраля по апрель является самым сухим, а лето — самым влажным. Температурный минимум −36.4 °C был зафиксирован в январе 1987 года, а температурный максимум 32,3 °C был зафиксирован в июле 2014 г. и в августе 1982 г. В среднем первые заморозки появляются (температура ниже 0 °C) осенью — 25 сентября (данные за 1981—2010 годы).